# Guía de forasteros en Madrid
La Guía de forasteros en Madrid fue una publicación periódica que funcionó como guía oficial del reino de España desde 1838 hasta 1872.

## Historia
El antecedente directo se encuentra en el Calendario manual y guía de forasteros en Madrid. La publicación se inició el año posterior a la proclamación de la constitución de 1837 que implantó de forma estable un régimen liberal. El espíritu de la publicación consistía en ofrecer de forma sistemática los distintos departamentos del estado.
Dependía, al igual que la Gaceta de Madrid, de la dirección general de publicaciones oficiales.
En 1869 se suprimió el listado de iglesias madrileñas en que ganar la indulgencia de las cuarenta horas, siendo sustituida por un listado de ferias y mercados.
Desaparición en 1872, siendo sucedida por la Guía oficial de España.

## Contenido
Las materias recogidas en la guía variaron a lo largo de la historia de la publicación. En 1868 su índice contenía, entre otras, las siguientes entradas principales:
- Calendario
- Familias reinantes
- Cortes
- Ministerios
- Real Casa